# Plaza Pointe-Claire
Plaza Pointe-Claire is een winkelcentrum in Pointe-Claire (een voorstad van Montreal). Het is gelegen op de Boulevard St. Jean de buurt van Autoroute 20. Het winkelcentrum opende zijn deuren aan het eind van de jaren 1950.
Populaire winkels omvatten Metro, Uniprix, Royal Bank, TD Canada Trust en Botanix. Het is het op twee na grootste winkelcentrum van West Island, in navolging op Fairview Pointe-Claire en Galeries des Sources. De meeste winkels zijn onafhankelijk van elkaar bediend. 
De oorspronkelijke huurders zijn Steinberg's en Woolworth, evenals een aantal kleine winkeliers. 